# 偶氮二(2,4-二甲基戊腈)
偶氮二(2,4-二甲基戊腈)又称偶氮二异庚腈[注]，是一种有机化合物，化学式为C14H24N4。它可由2,2'-肼-1,2-二基二(2,4-二甲基戊腈)在酸性条件下被过氧化氢-溴化钾体系氧化得到。它在聚氯乙烯的生产中用作引发剂。